# Chincha
La culture Chincha était une ancienne civilisation amérindienne dont le peuple vivait près de l'océan Pacifique au sud-ouest du Pérou dans la région côtière au sud de Lima, l'actuelle capitale du pays.
Le royaume chincha et sa culture ont prospéré à la « Période intermédiaire tardive » entre 900 apr. J.-C. et 1450 apr. J.-C. avant de faire partie de Empire inca vers 1480.
Les Chinchas sont décrits par plusieurs spécialistes de la culture sud-américaine,. Friedrich Ratzel rapporte en 1896 dans son History of Mankind que Francisco Pizarro a rencontré des Chinchas qui avaient dans leurs traditions une terre lointaine au-delà des mers.
Le mot Chinchay ou Chincha signifie « ocelot » en quechua. Les chinchas ont donné leur nom : 
- au rongeur connu sous le nom de chinchilla, littéralement petit chincha[4]. Les Chinchas l’utilisaient pour faire des vêtements et tissaient son poil pour réaliser des couvertures. Quand les Chinchas furent vaincus par les Incas, ces derniers en réservèrent l’usage aux habits de cérémonie royaux[5] ;
- aux Îles Chincha, au large des côtes du Pérou ;
- à la région de Chinchay Suyu ;
- aux villes de Chincha Alta et de Chincha Baja.

## Géographie
Le territoire des Chincha s'étendait à environ 220 km au sud de Lima dans une grande et fertile vallée, limitée au nord par le ravin de Topará, irriguée par les fleuves Chico et Matagente, bordée par la vallée du fleuve Pisco située 25 km plus au sud.
Le désert environnant est pratiquement sans pluie, mais ces cours d'eau temporaires (les ríos) descendant de la région de Huancavelica arrosent périodiquement cette vallée des Chincha, constituant une oasis en forme de triangle d'environ 25 km du nord au sud le long de la côte et qui s'étend sur 20 km à l'intérieur des terres. Ce sont donc environ 22 000 ha de terres qui sont cultivées dans la vallée actuelle et qui l'étaient certainement aussi à l'époque précolombienne sur une surface approchante.

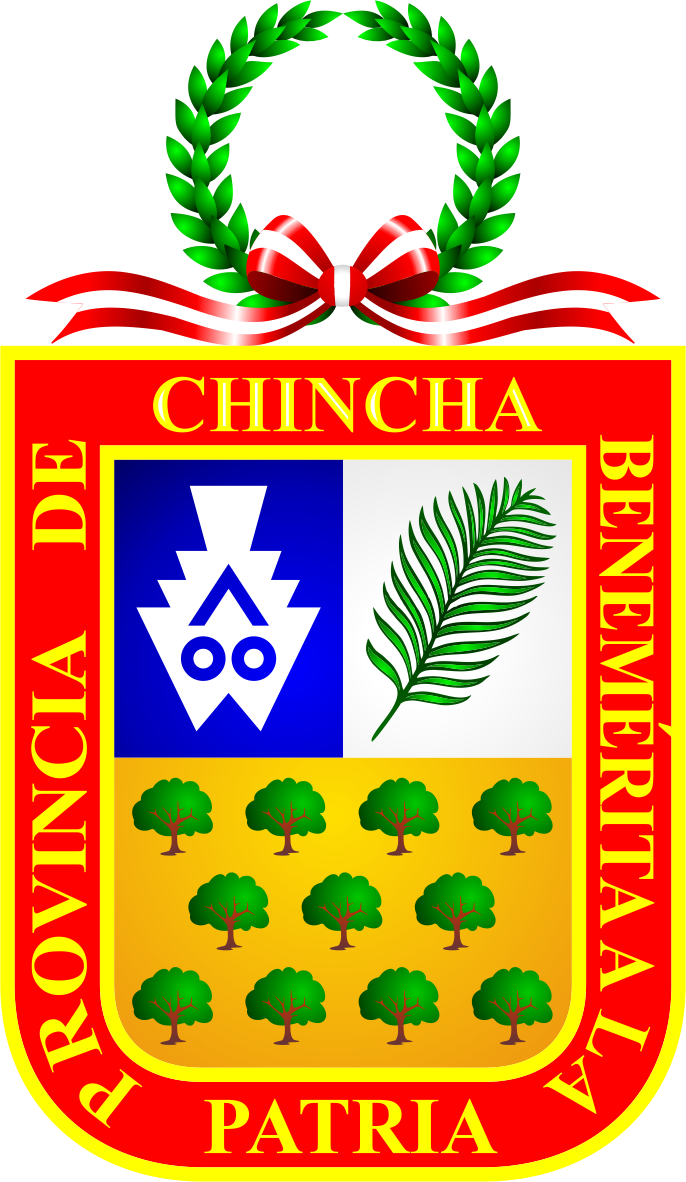
Blason de la province de Chincha.

Cet espace englobe aujourd'hui les districts d'Alto Larán, de Chincha Alta, de Chincha Baja et d'El Carmen, qui sont 4 des 11 districts de la province de Chincha, l'une des cinq provinces du département d'Ica.
Le site archéologique de Huaca La Centinela (es), situé près de la ville actuelle de Chincha Baja est un vestige de cette civilisation (13° 27′ 01″ S, 76° 10′ 15″ O).
Les Chincha étaient une nation très organisée qui a construit des villes, comme La Centinela, Tambo de Mora, La Cumbe, San Pedro, Ranchería, Litardo et Las Huacas, toutes reliées par un vaste réseau de routes.

## Histoire

### Avant les Chincha
Les êtres humains vivent le long de la côte péruvienne depuis au moins 10 000 ans. Les premiers colons étaient probablement des pêcheurs nomades qui se sont sédentarisés afin de profiter des riches ressources maritimes apportées par le courant de Humboldt. L'agriculture d'irrigation dans les vallées fluviales s'est développée plus tard. Les premières communautés établies connues dans la vallée de Chincha datent d'environ 800 avant notre ère et appartiennent à la culture Paracas.
Plus tard, de 100 av. J.-C. à 800 apr. J.-C., la vallée de Chincha a été influencée par la culture Ica-Nazca. La vallée de Chincha a également été influencée et peut-être sous le contrôle de l'empire Huari, du Ve au Xe siècle environ.
Entre le IXe et le Xe siècle un changement dans le mode de vie et la culture des habitants de la côte s'est produit, différents styles artistiques et techniques apparaissant dans la région côtière. Certains chercheurs affirment que ce changement était le produit d'une vague migratoire d'origine inconnue, identifiant cette culture comme la culture « pré-Chincha ». Cette culture rudimentaire « pré-Chincha » reposait largement sur la pêche et la récolte de coquillages.

### Ère Chincha
Au XIe siècle, probablement à la suite d'une vague migratoire venant des hauts plateaux, une culture plus sophistiquée et guerrière connue sous le nom de Chincha s'est développée dans la vallée. Les Chincha avaient une architecture, une agriculture et maitrisaient l'irrigation et ils ont rapidement dominé toute la vallée.

#### Langue
Les chinchas parlaient déjà la langue quechua avant le développement de l'Empire inca en Amérique du Sud. Cette langue se serait propagée via les échanges commerciaux entre les chinchas et les peuples voisins, notamment à Cajamarca et jusqu'en Équateur.

#### Religion
En l'état actuel des recherches, la cosmogonie des Chincha est assez confuse. Il semble que les Chincha adoraient un dieu jaguar et se croyaient descendants des jaguars, ce qui leur donnait une tendance à l'agressivité guerrière. Selon d'autres sources, les Chincha consultaient un oracle (ou un dieu selon les interprétations) nommé Chinchaycamac, probablement près de La Centinela, qui recevait de riches offrandes.

#### Économie
Les principales activités économiques étaient l'agriculture, la pêche et surtout, le commerce.
Les marchands de Chincha étaient réputés pour maintenir des routes commerciales par voies terrestres avec des caravanes de lamas, atteignant la province d'El Collao sur l'altiplano et la région de Cusco. Un réseau de routes rayonnait de La Centinela, en ligne droite, comme c'était la coutume andine, vers Tambo de Mora, Laurino, Chincha et San Pedro, où se trouvaient  des centres cérémonials et administratifs périphériques. Ces routes sont toujours visibles, elles s'étendaient ensuite à l'est et au sud pour le transport des marchandises jusqu'aux hauts plateaux des Andes.
Ils ont eu le mérite d'organiser un commerce triangulaire dont ils étaient le pont commercial entre le plateau du Collao, la côte centrale péruvienne et le nord de l'Équateur. Les produits les plus convoités de la sierra étaient le jerky, la laine et certains métaux.
Leurs grandes compétences commerciales étaient telles qu'ils avaient réussi à étendre leur influence sur tout le (futur) territoire inca avant qu'il ne devienne un empire. On pense que grâce à l'influence commerciale des Chincha, le quechua est devenu la langue vernaculaire principale dans les Andes.

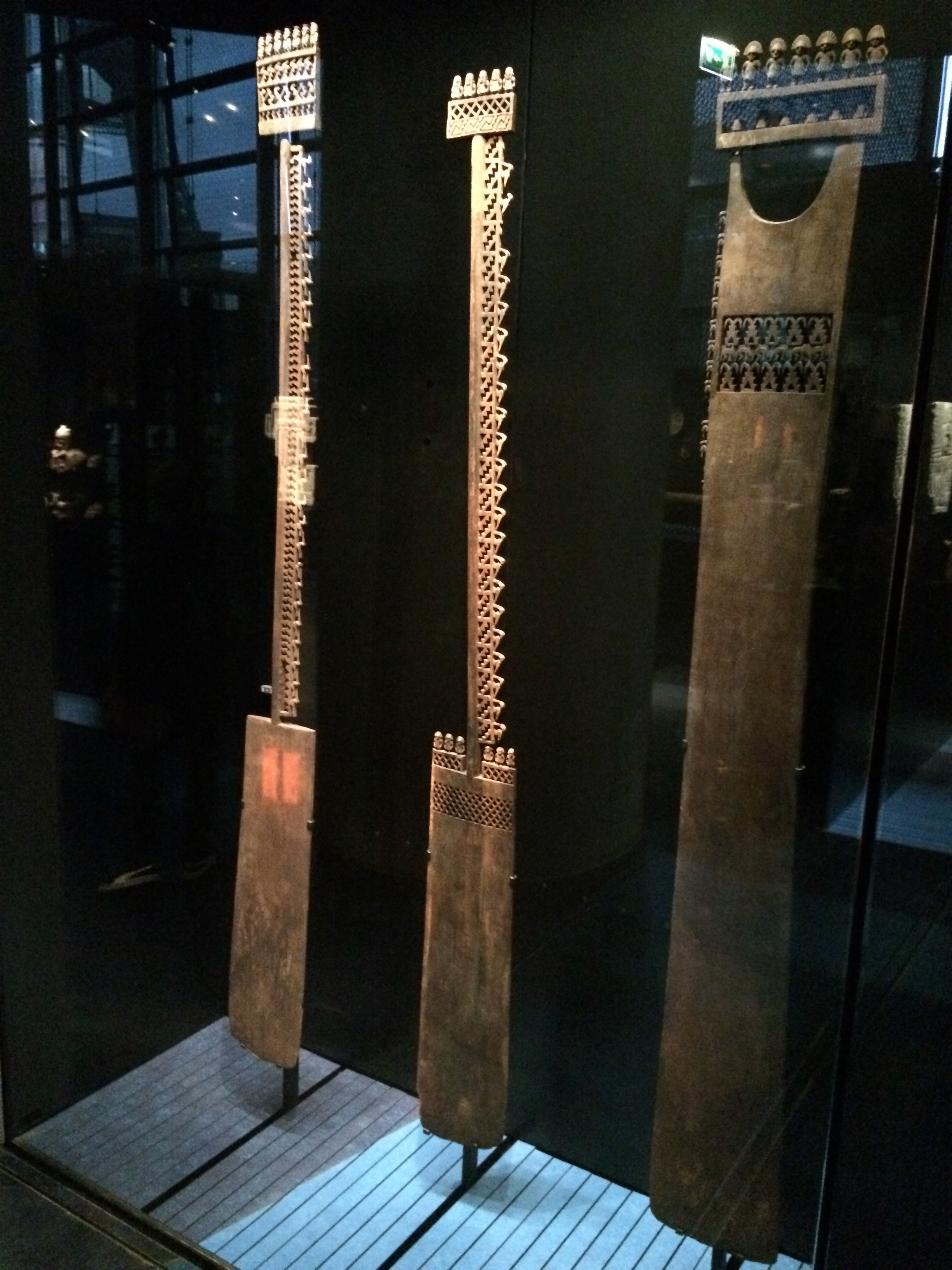
Pagaies et dérive à usage cérémoniel preuve de la place importante de la mer dans la culture Ica-Chincha.

De plus, les Chincha avaient acquis des compétences en navigation et en construction navale. Leurs radeaux de troncs de balsa, étaient capables de transporter vingt personnes avec une importante cargaison. L'utilisation de la voile, leur aurait permis d'établir de vastes routes commerciales maritimes jusqu'en Équateur et même d'atteindre l'Amérique centrale. Ces caboteurs Chincha adoraient une étoile connue sous le nom de Chundri, qui aurait pu servir à la navigation. On sait qu'ils ont atteint l'Amérique centrale, car l'une de leurs principales exportations était les coquilles de Spondylus, typiques de l'Équateur et du Pérou, qui ont été retrouvées en Amérique centrale.
La flotte Chincha aurait été constituée de plus de 200 embarcations, avec lesquelles ils commerçaient sur toute la côte de la mer de Grau, atteignant même l'Équateur et la Colombie au nord, et le Chili jusqu'au port fluvial de Valdivia au sud. Les produits chinchas seraient même parvenus jusqu'à la mer des Caraïbes, car ils commercialisaient leurs produits à l'embouchure du fleuve San Juan en Colombie. De là, les marchands des peuples autochtones colombiens prenaient le relai et les transportaient jusqu'à la mer des Caraïbes. Les Chincha exportaient du chuño, du charqui de lama, des laines diverses, du cuivre, du  poisson salé, des citrouilles, du maïs et des poteries. Ces produits étaient échangés contre des mullu (Spondylus et Strombus), des émeraudes et d'autres pierres précieuses.
Les Chincha étaient aussi des pêcheurs, la mer était donc très importante pour leur économie. Les Chincha comme les Chimú et certaines autres cultures andines utilisaient l'argent pour le commerce.
La puissance du dirigeant Chincha était mesurée par le nombre de radeaux dont il disposait. À l'apogée de la seigneurie, il n'y avait pas de seigneur ou de roi plus riche en Amérique du Sud.
Les Chincha atteignirent leur apogée à peu près au même moment où les Incas créaient leur empire aux XIVe et XVe siècle.

#### Architecture
La ruine Chincha de La Centinela a été l'un des premiers sites archéologiques du Pérou à être étudiés par des archéologues. Le site couvre plus de 75 ha et se compose de deux grandes pyramides, La Centinela et Tambo de Mora, construites en adobe et servant d'habitations aux dirigeants du peuple Chincha. La zone résidentielle environnante abritait des artisans qui travaillaient l'argent, les textiles, le bois et la céramique. Comme la plupart des sites archéologiques monumentaux précolombiens, l'objectif principal de La Centinela était probablement cérémonial plutôt que résidentiel ou commercial.
Ils ont construit leurs temples et palais sur de grandes plates-formes avec des murs de boue, en utilisant la technique du coffrage (tapial en espagnol) dans lequel était déversé un mélange de boue et de gravier, puis à attendre qu'il sèche, de la même façon dont le béton est travaillé aujourd'hui. Ils pouvaient ainsi construire des murs épais, hauts et résistants.

#### Agriculture
Les Chincha fertilisaient leurs champs avec des oiseaux morts et du guano, et cette connaissance fut transmise aux peuples plus tardifs.

### Dans l'empire inca
C'est le général Capac Yupanqui, frère de l'inca Pachacutec (1438-1471) qui a dirigé l’armée qui a conquis les Chincha. Selon certaines sources, c'était une tentative d'établir une relation amicale plutôt qu'une conquête car, à son arrivée à Chincha, Capac Yupanqui a déclaré ne vouloir rien de plus que l'acceptation par les Chincha de la souveraineté de Cuzco et a offert des cadeaux aux nobles Chincha pour montrer la magnificence inca et leurs intentions pacifiques. Les Chincha n'ont eu aucun mal à reconnaître les Incas et continuèrent donc à vivre et à commercer paisiblement sous leur domination,. 

«
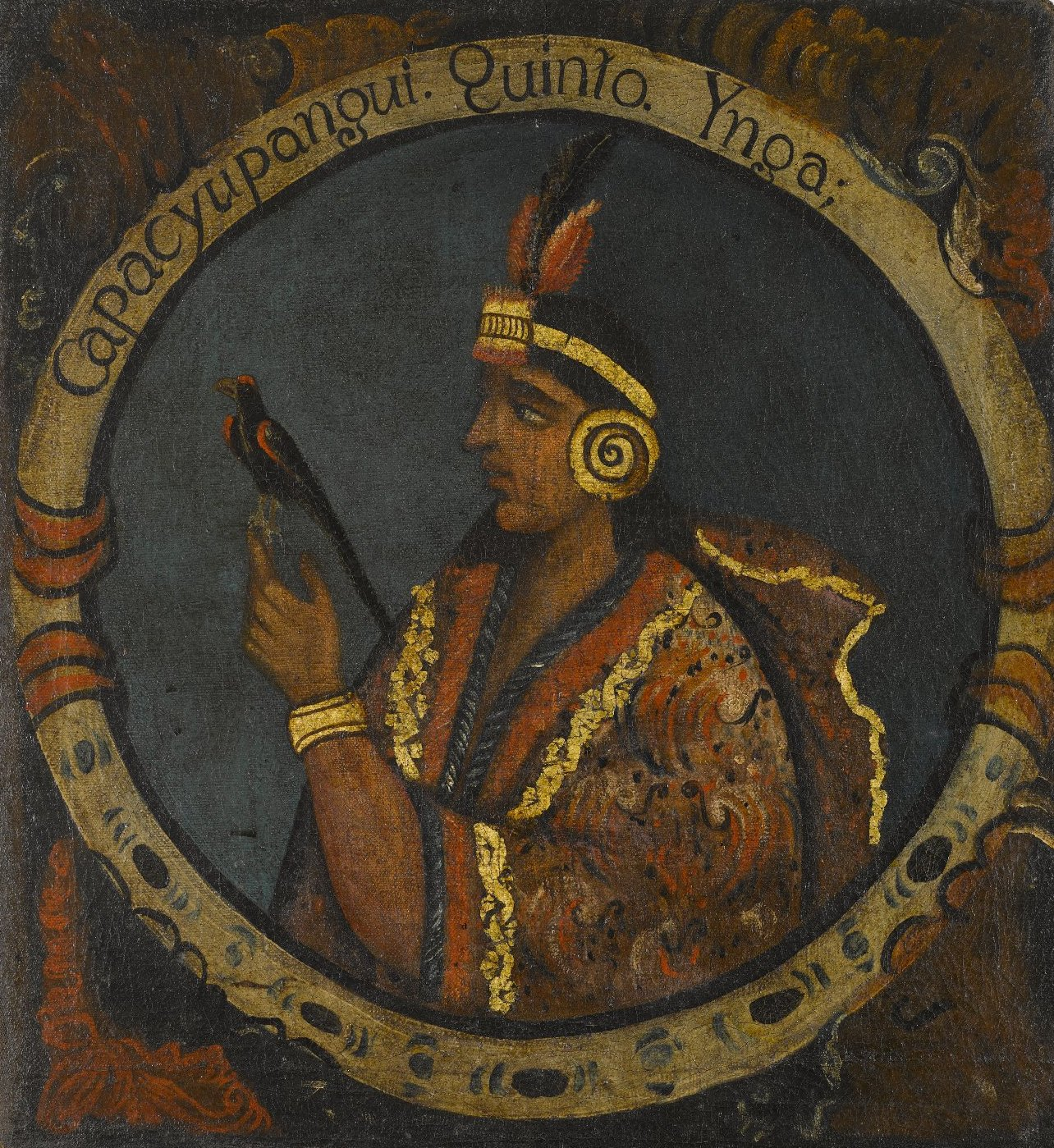
Le général Capac Yupanqui.
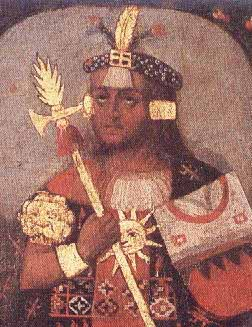
Pachacuti Inca Yupanqui (Pachacútec) Sapa Inca IX et 1er empereur inca historique.
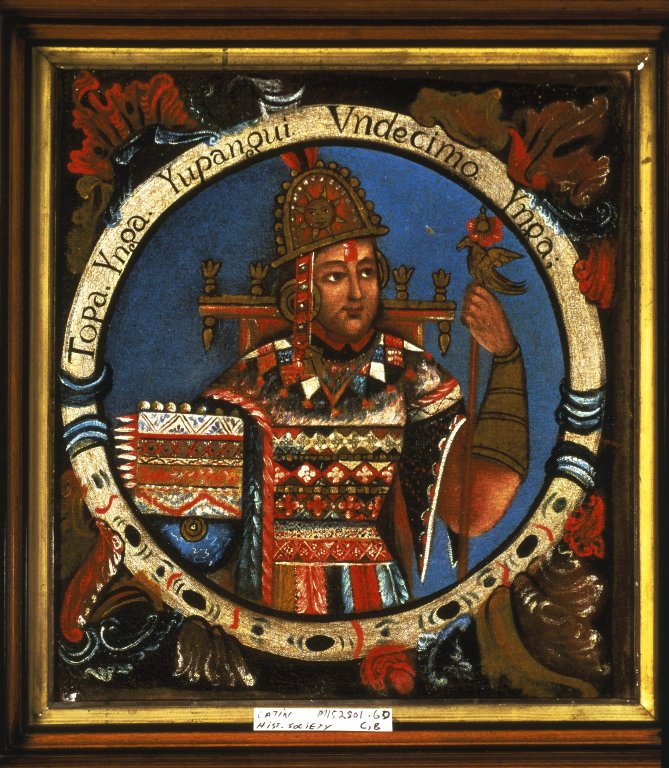
Tupac Yupanqui, Sapa Inca X et 2e empereur inca historique.
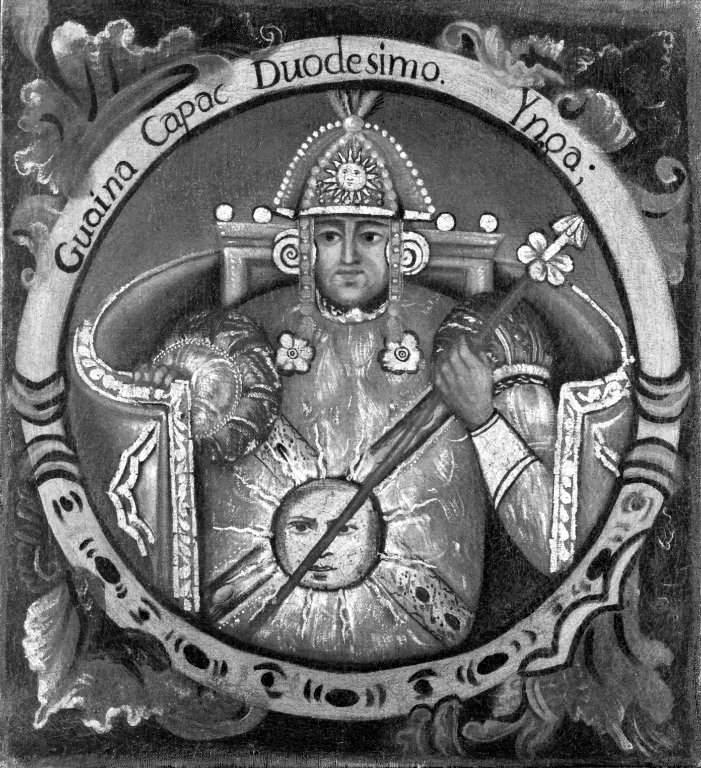
Huayna Capac, Sapa Inca XI et 3e empereur inca historique.
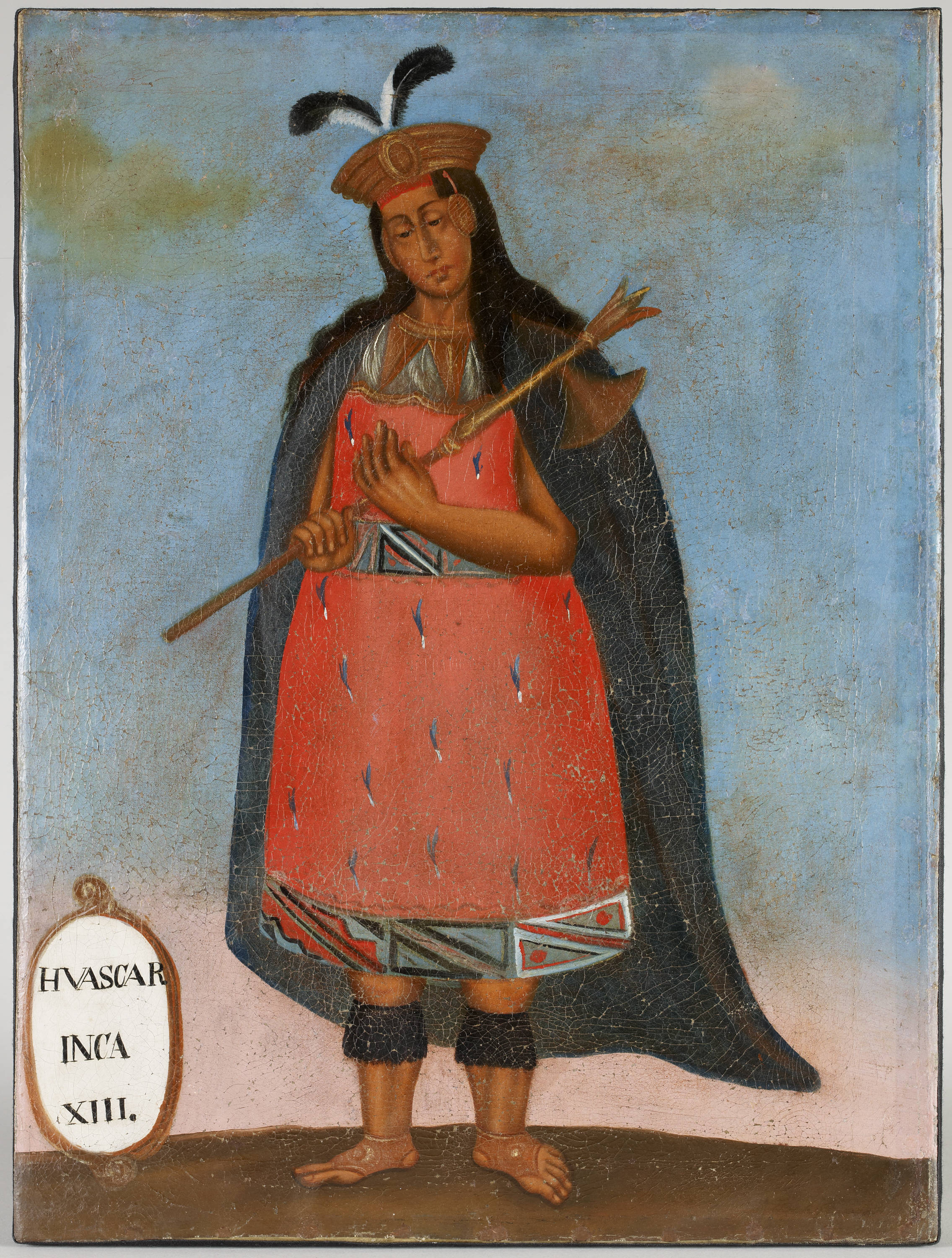
Huascar Sapa Inca XII et 4e empereur inca historique.
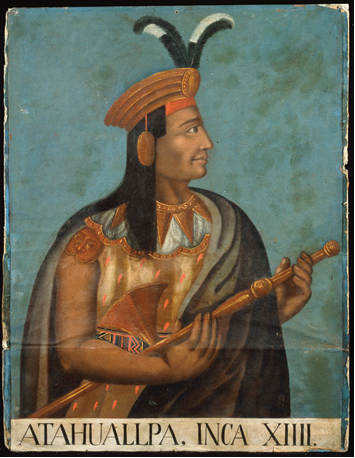
Atahualpa Sapa Inca XIII, et 5e empereur inca historique.

Sous le règne de Tupac Yupanqui (1471-1493) leur territoire était définitivement incorporé dans l'empire. Il semble qu'il faille d'ailleurs plutôt évoquer une alliance qu'une conquête car la seigneurie Chincha aurait maintenu son importance même à l'époque des Incas, et ce jusqu'à l'invasion espagnole.
Les dirigeants de Chincha conservèrent une grande partie de leur autonomie politique et économique et de leurs pouvoirs traditionnels. Le seigneur Chincha devait toutefois passer plusieurs mois chaque année à fréquenter la cour de l'empereur Inca, tout en recevant les honneurs des plus hauts dignitaires incas. Le seigneur de Chincha était la seule personne de l'entourage d'Atahualpa porté sur une litière, or dans la culture inca, l'utilisation d'une litière en présence du Sapa Inca était un honneur exceptionnel.
Selon l'ethno-historienne et archéologue María Rostworowski (es), spécialiste du Pérou précolombien, d'après les chroniques espagnoles, la population de Chincha se composait alors de 30 000 familles, parmi lesquels 12 000 agriculteurs, 10 000 pêcheurs et 6 000 commerçants et artisans. Parmi ces derniers, « un certain nombre d'orfèvres dont la majorité était absente... » vraisemblablement parce qu'ils œuvraient « en tant que travailleurs détachés » chez d'autres peuples de la région.
Les chiffres suggèrent une population totale de plus de 100 000 personnes sous le contrôle de Chincha, probablement dans une zone plus vaste que la vallée de Chincha elle-même. La population était partagée entre la noblesse, chargée des postes administratifs, les prêtres et le peuple, avec ses marchands, artisans, pêcheurs et paysans.
Après l'absorption du royaume de Chincha par l'empire inca et afin de ne pas perturber leurs échanges commerciaux, les Chinchanos n'auraient pas offert de résistance aux armées de Túpac Yupanqui et il semble même qu'une relation amicale se soit établie, ce qui était couramment pratiqué par les Incas vis-à-vis des peuples qu'ils incorporaient à leur empire. Ainsi, en raison de leur système commercial élaboré, au cours des XVe et XVIe siècles, les Chincha jouissaient toujours non seulement de la richesse, mais aussi du prestige dans tout le Tahuantinsuyo.
Les Incas qui avaient démantelé l'économie Chimú dans le nord du Pérou vers 1470 auraient donné le monopole du commerce aux Chincha, car sa situation plus près du centre du pouvoir inca dans les hautes terres a fait de Chincha un entrepôt d'accès aisé et plus facile à surveiller.

### Sous domination espagnole
La conquête espagnole du Pérou a commencé en 1532, mais les Espagnols ne sont apparus pour la première fois dans la vallée de Chincha qu'en 1534 et une mission de Dominicains y a été fondée en 1542.
Des chroniques racontent que lorsque Atahualpa (1500-1533)  est arrivé à Cajamarca en 1532, porté sur une litière d'or, un autre seigneur est également arrivé de la même manière. Après sa capture, Atahualpa, interrogé par Pizarro sur le seigneur de l'autre litière dorée, l'Inca aurait répondu: « ... c'est le seigneur de Chincha, important parce qu'il a plus de 200 navires pour le commerce et il est le plus riche de tous mes sujets. » et aussi « que le seigneur de Chincha était son ami et le plus grand seigneur des plaines ».
Le dirigeant Chincha a probablement soutenu la faction d'Atahualpa contre celle de son frère Huascar lors de la guerre de Succession inca. Il a été tué lors de la bataille de Cajamarca le 16 novembre 1532 dans laquelle l'empereur a été capturé par les Espagnols.
Pendant la conquête du Pérou par les conquistadors, la possession du territoire Chincha aurait été l'une des raisons des combats entre les frères Pizarro et Diego de Almagro.
Pedro Cieza de León dans ses Crónicas del Perú en 1548 a décrit Chincha comme « une grande province, estimée dans les temps anciens... splendide et grandiose... si célèbre dans tout le Pérou qu'elle est redoutée par de nombreux indigènes ».
Avec l'arrivée des Espagnols, la population de Chincha a décliné précipitamment, principalement en raison des maladies importées et du chaos politique. Les démographes ont estimé à 99 % la baisse de la population au cours des 85 premières années de la domination espagnole. La seigneurie Chincha n'a ensuite jamais retrouvé sa prééminence antérieure.

## Art Chincha

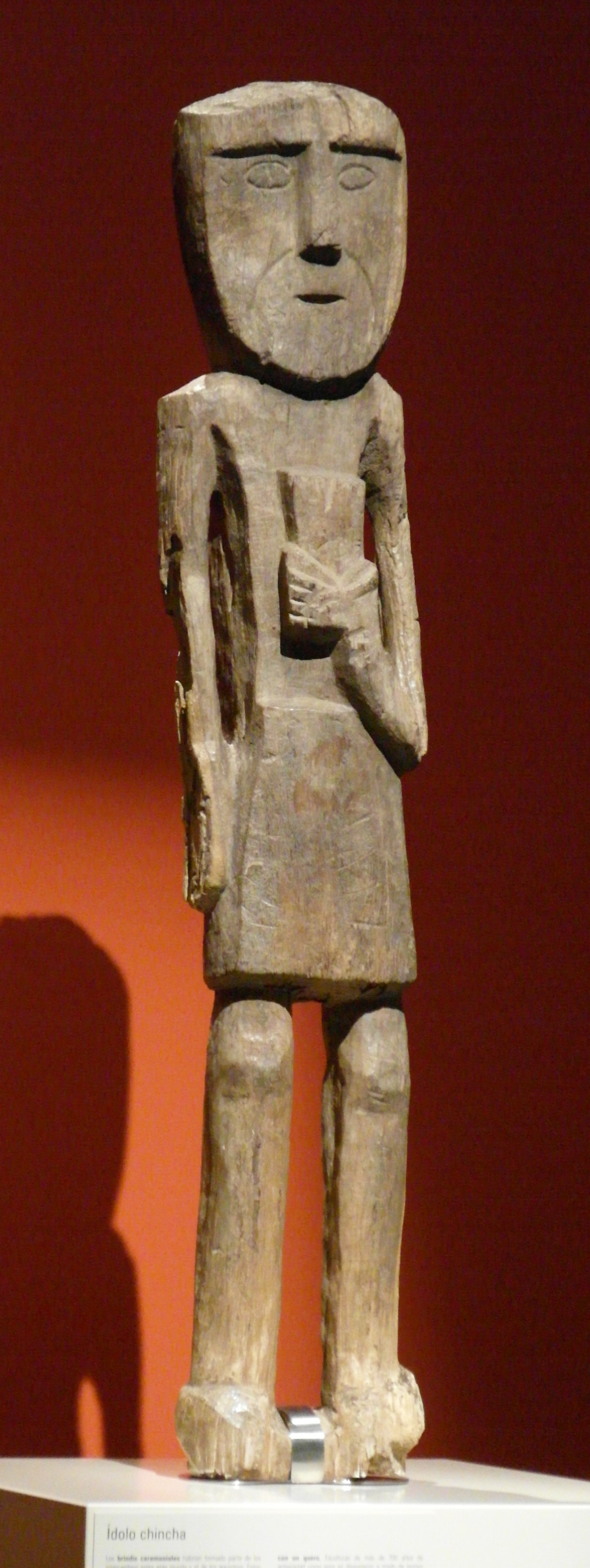
Idole Chincha présentant en offrande un gobelet de chicha - Sculpture sur bois.

Les artéfacts Chincha sont actuellement encore rares dans les salles des musées consacrés aux civilisations préhispaniques que ce soit en ce qui concerne la céramique, la métallurgie ou d'autres formes d'expression artistiques. Il semble que les Chincha étaient moins artistes que commerçants et navigateurs.

### Céramique
Les poteries Chincha - généralement des céramiques utilitaires - étaient décorées de peinture bicolore (noir et blanc) sur fond rouge, avec des décorations de petits motifs géométriques imitant des dessins sur textiles, d'oiseaux et de poissons.
Les formes les plus courantes sont les bocaux ovoïdes avec une large bouche, des tasses évasées, des assiettes à parois verticales et une base plate ou convexe et des barils horizontaux avec une embouchure sur le dessus.
À noter également les cuchimilcos des figurines qui représentaient généralement des femmes massives avec des têtes carrées et des yeux en forme de larme pointés vers l'extérieur, ainsi que généralement une incision horizontale dans le front et un trou dans chaque oreille.
La plupart d'entre elles ont été retrouvées dans les tombes de la culture Chancay. Les statuettes similaires des cultures Lima et Chincha, n'y sont pas présentes en aussi grande quantité que dans la culture Chancay.

### Métallurgie
Parmi les objets trouvés dans les riches tombes se trouvent les « vases à narine » (vaso narigón) qui présentent un visage au nez aquilin. Ils étaient en or, en argent, en alliage de cuivre et sont généralement décorés de maïs, de poissons, de serpents ou d'oiseaux.

### Sculpture sur bois
Les sculptures sur bois ornées de personnages se distinguent. Certaines des sculptures peuvent avoir été tirées de gouvernails de bateau. D'autres seraient des outils agricoles pour creuser ou labourer la terre.
On trouve aussi des pagaies et des dérives à usage cérémoniel preuve de la place importante de la mer et des embarcations dans la culture Ica-Chincha.